# Мигелес, Роса
Ро́са Миге́лес Ра́мос (исп. Rosa Miguélez Ramos; 27 августа 1953, Ферроль) — испанский политик, член ИСРП. Депутат Европейского парламента от Испании с 1999 года, входит во фракцию Партии европейских социалистов и является первым заместителем председателя комитета по рыболовству.
Роса Мигелес изучала романские языки и литературу. В 1983—1987 годах занимала пост мэра, а в 1987—1995 годах — заместителя мэра города Арес-дель-Маэстре. В 1987—1989 годах Мигелес руководила аппаратом министра труда и социальной защиты в региональном правительстве Галисии, в 1989—1993 годах состояла депутатом в парламенте Галисии.